# Thymosine
Die Thymosine sind eine Gruppe von Proteinen, die anhand ihres Isoelektrischen Punktes charakterisiert werden.
Das für den Menschen wichtigste Thymosin ist Thymosin β4 (Tβ4). Erstmals beschrieben wurde es 1966 von Goldstein und White, die komplette Aminosäuresequenz und genetische Charakterisierung folgte 1981 im Labor von Ewald Hannappel in Erlangen und Allan Goldstein in Washington.

## Funktionen
Im Körper wird Tβ4 von fast allen Zellen exprimiert, mit Ausnahme der roten Blutkörperchen. Reich an dem aus 43 Aminosäuren bestehenden Protein sind die Leukozyten, v. a. die Makrophagen und Thrombozyten.
Innerhalb der Zelle bindet Tβ4 an das monomere G-Aktin und verhindert als Gegenspieler des Profilins die Polymerisation dieses Mikrofilaments. Diese Regulationsprozesse spielen eine große Rolle bei Migrationsprozessen von Zellen, die mit Veränderungen des Zytoskeletts einhergehen (Leukodiapedese, Thrombozytenaktivierung). Im Zellkern wirkt Tβ4 als Transkriptionsfaktor. Im extrazellulären Raum wirkt es hemmend auf die Immunreaktion und verhindert die Einwanderung von Makrophagen in entzündliche Gewebe. Fibrinmonomere werden bei der Blutgerinnung durch den Faktor XIIIa (Transglutaminase) unter der Mithilfe von Tβ4 zu Fibrin-Polymeren zusammengelagert.
Es konnte gezeigt werden, dass Tβ4-Gabe die Überlebensquote von Mäusen mit septischem Schock signifikant erhöht. Auch NaOH-induzierte Verbrennungen der Cornea von Versuchstieren heilten unter Tβ4-Gabe mit weniger Narbenbildung und somit weniger Linsentrübung ab. Auch beschleunigt Tβ4 die Wundheilung und das Haarwachstum. Unter der Gabe von Glucocorticoiden (Cortisol) steigt die Expression von Tβ4 in Monozyten von Mäusen an. Dies könne den immunsuppressiven Effekt der Glucocorticoide miterklären. Der Effekt von Thymosin auf menschliche Monozyten wird derzeit an der Universität Marburg elektrophysiologisch erforscht. Es könnte sich zukünftig als neues Medikament bei Entzündungsprozessen erweisen und die nebenwirkungsreichen Glucocorticoide teilweise ablösen.